# Farley (Iowa)
Farley es una ciudad ubicada en el condado de Dubuque en el estado estadounidense de Iowa. En el Censo de 2010 tenía una población de 1537 habitantes y una densidad poblacional de 320,95 personas por km².

## Geografía
Farley se encuentra ubicada en las coordenadas 42°26′37″N 91°0′37″O / 42.44361, -91.01028. Según la Oficina del Censo de los Estados Unidos, Farley tiene una superficie total de 4.79 km², de la cual 4.79 km² corresponden a tierra firme y (0%) 0 km² es agua.

## Demografía
Según el censo de 2010, había 1537 personas residiendo en Farley. La densidad de población era de 320,95 hab./km². De los 1537 habitantes, Farley estaba compuesto por el 99.35% blancos, el 0.07% eran afroamericanos, el 0% eran amerindios, el 0% eran asiáticos, el 0% eran isleños del Pacífico, el 0.26% eran de otras razas y el 0.33% pertenecían a dos o más razas. Del total de la población el 0.98% eran hispanos o latinos de cualquier raza.